# Villaverde del Monte
Villaverde del Monte è un comune spagnolo di 120 abitanti situato nella comunità autonoma di Castiglia e León.
Il comune comprende le località di Revenga de Muñó e Villahizán (disabitata).